# Liste des rois de Numidie
La Numidie était un ancien royaume berbère situé dans la région de l'Afrique du Nord dans ce qui est aujourd'hui le nord de l'Algérie et certaines parties de la Tunisie, du Maroc (jusqu’à la Moulouya) et de la Libye. Le Royaume a existé du 5e au 1er siècle av. J.-C. La Numidie était composée à l'origine de deux grands royaumes: les Massyles à l’est et les Massaessyles à l'ouest, jusqu'à ce qu'elle soit unifiée en un seul royaume par Massinissa. Après la deuxième guerre punique, la Numidie a été établie comme un royaume client par Rome. Il a été annexé par Rome en 46 av. J-C et, après une brève période d'indépendance restaurée, à nouveau en 25 av. J-C.

## Liste des rois
Toutes les dates sont  av. J.-C.

### Rois des Massyles (Numidie orientale)

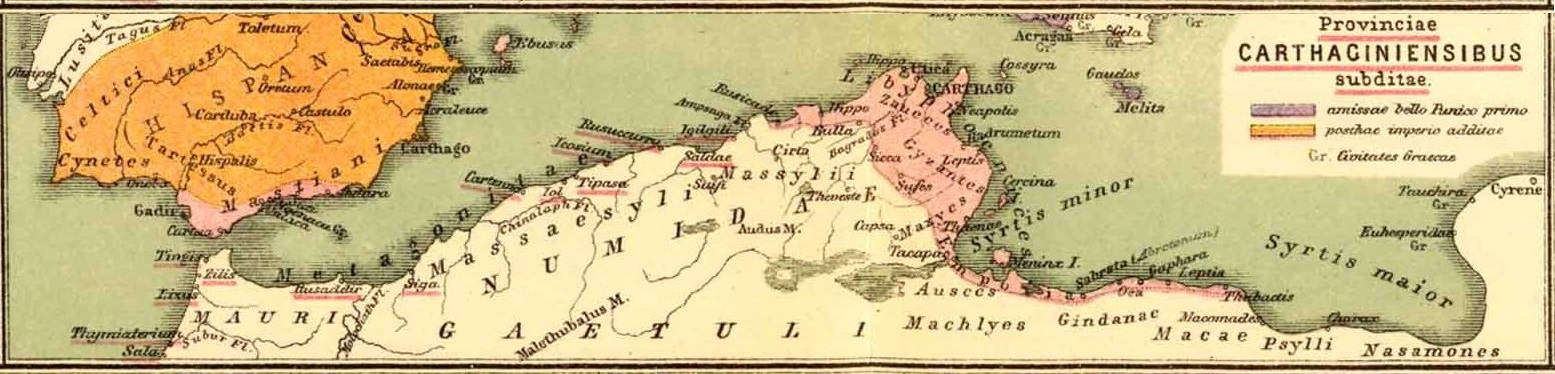
Les domaines carthaginois, massaesyli et massylii à la veille des guerres puniques.

Le dernier souverain des Massyles a conquis les Massaesyles et a créé le royaume numide unifié.
- Zelalsen I (400-374)
- Ilès (ar) (374-344)
- Aylimas (344-310)
- Niptasan (310-274)
- Zelalsen II (274–250)
- Gaïa (250–207)
- Oezalcès (207–206)
- Capussa (206–206)
- Lacumazès (206–206)
- Massinissa (206–202?) (épouse: Sophonisbe, 203)

### Rois des Massaesyles (Numidie occidentale)

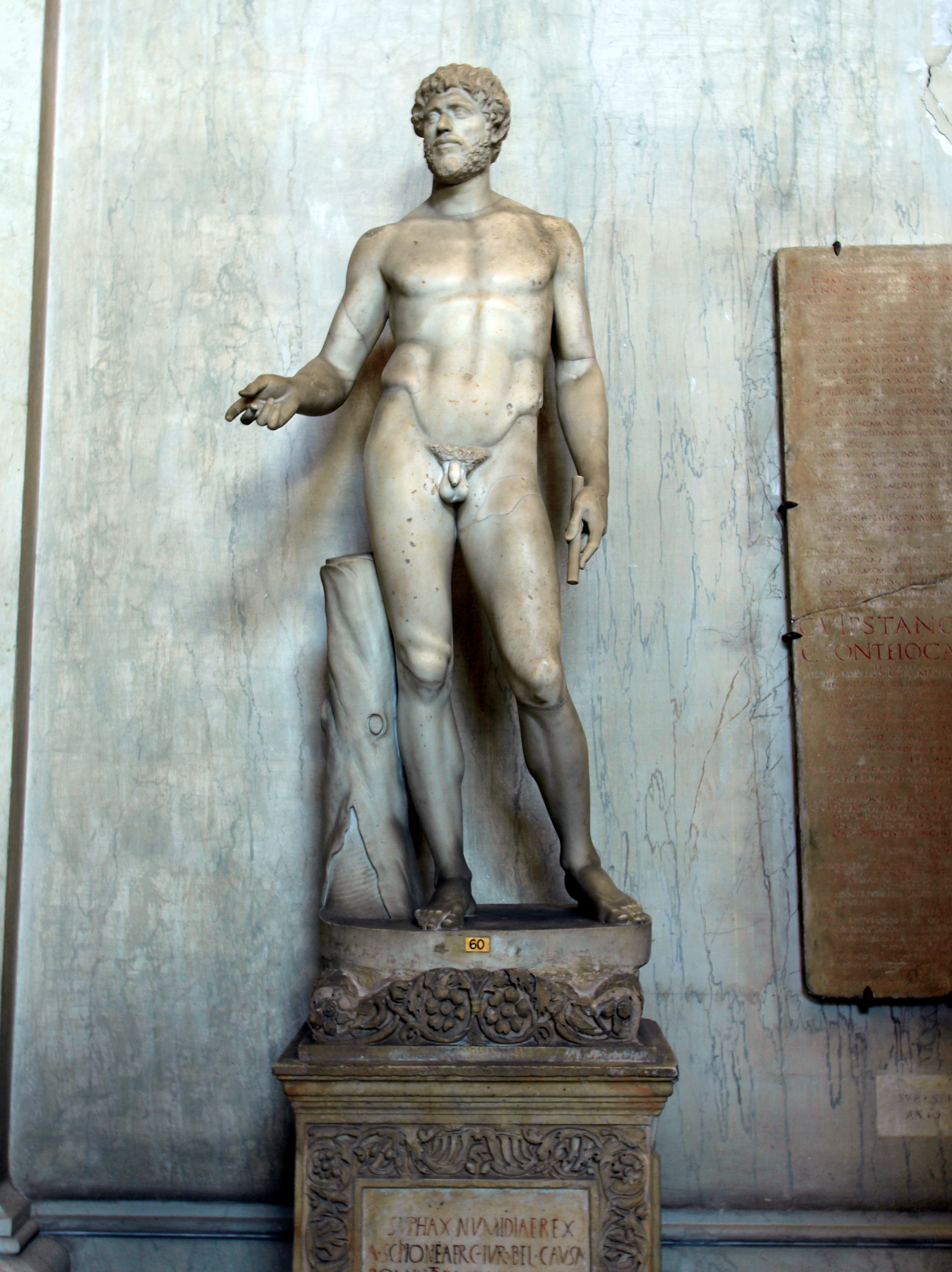
Statue de Syphax, à Rome, l'inscription indique : SUPHAX NUMIDIAE REX..

- Syphax (225–203) (épouse: Sophonisbe, 206-203)
- Vermina (203–202)

### Rois de Numidie
Après la mort de Massinissa, ses trois fils ont partagé le royaume. Micipsa a essayé plus tard la même chose avec ses trois héritiers, mais le résultat a été une guerre civile. La République romaine a vaincu la Numidie pendant la guerre de Jugurthine. Gauda a ainsi succédé à un royaume numide réduit. Il a divisé le royaume géographiquement entre ses deux fils, établissant deux lignées différentes de rois numides. Ils ont été brièvement déplacés par un certain Hierbas II, mais l'intervention romaine les a restaurés.
- Massinissa I (202–148)

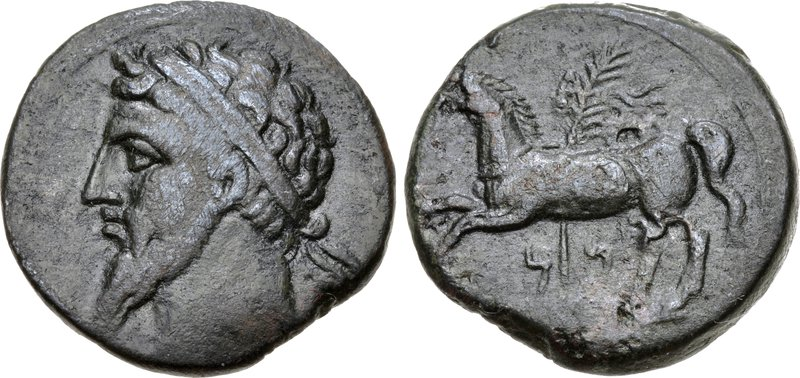
Pièce d'argent avec un portrait de Massinissa, fondateur du royaume de Numidie, sur la face, et un cheval sur le revers.

- Micipsa (148–118), fils de Massinissa
- Gulussa (148–145), fils de Massinissa
- Mastanabal (148–14?), fils de Massinissa
- Hiempsal I (118–117), fils de Micipsa
- Adherbal (118–112), fils de Micipsa
- Jugurtha (118–105), fils de Mastanabal
- Gauda (105–88), fils de Mastanabal
- Hierbas II (84–82), fils de Gauda

#### Numidie orientale

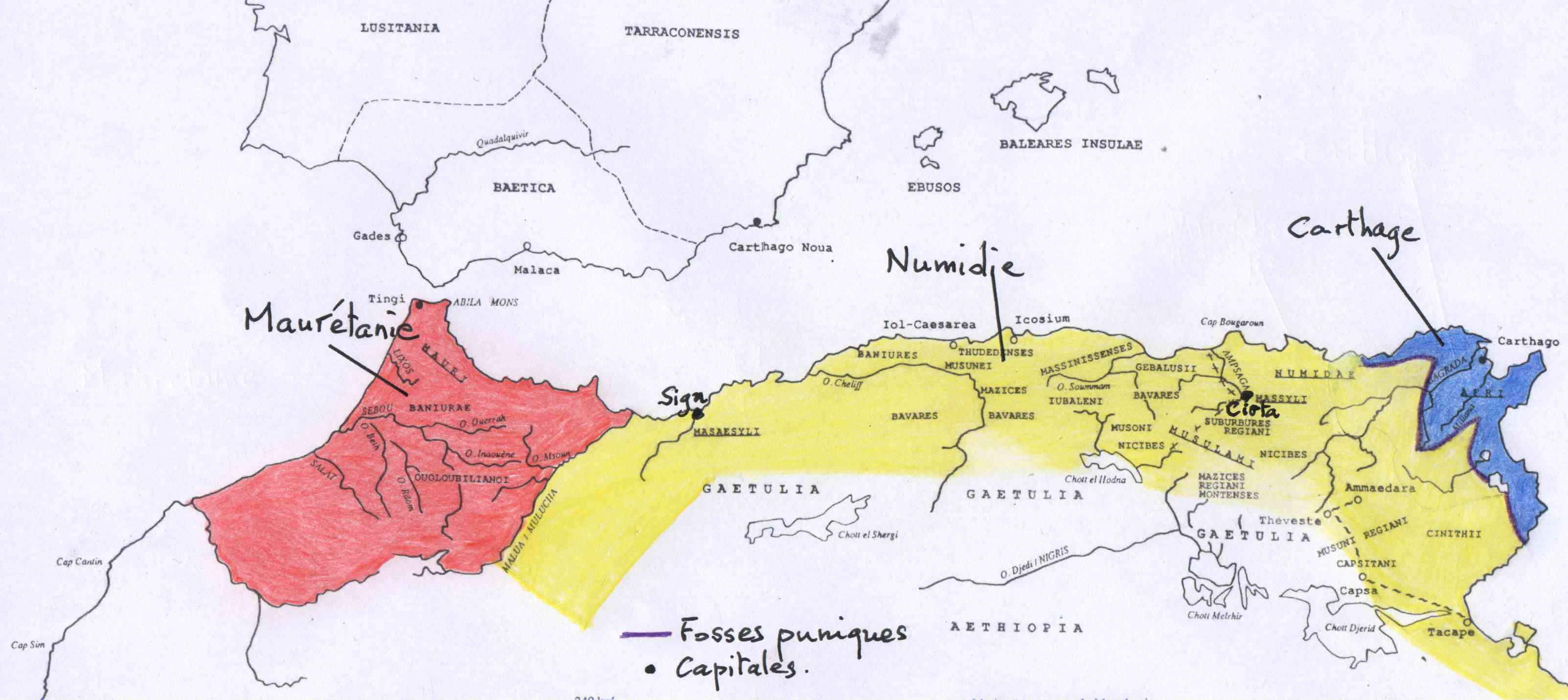
Le royaume de Numidie (en jaune), après les conquêtes de Massinissa.

Ce fut le principal royaume numide après 81.
- ,Hiempsal II (88–60), fils de Gauda
- Juba I (60–46), fils de Hiempsal II

Annexé à Rome en tant qu'Africa Nova (46-30).
- Juba II (29-25), fils de Juba I

#### Numidie occidentale
Ce fut une chefferie beaucoup plus petite que la Numidie orientale.
- Masteabar (88–81)
- Massinissa II (81–46)
- Sittius (46–44), un chef mercenaire romain
- Arabion (44–40)